# 기생여친 사나
《기생여친 사나》(寄生彼女サナ)는 스나기 이즈모가 집필한 일본의 라이트 노벨이다. 일러스트는 루나리아가 담당하였다. 가가가 문고(쇼가쿠칸)에서 간행하였으며, 대한민국에서는 제이노블(서울문화사)에서 간행하였다.
제 5회 쇼가쿠칸 라이트노벨 대상 우수상으로 수상되었다. 수상시의 제목은 '기생여친 스바쿠'이다.

## 등장인물
- 마스카와 카라토(増川 唐人)
- 사나(サナ)
- 마스카와 사쿠라(増川 桜)
- 櫂実 亜須香
- 키라(綺羅)
- 미야이리 조지(宮入 丈児)
- 쿠시나다 미코토(櫛名田 観琴)
- 竜斎寺 志保
- 로이코(ロイ子)

### 학생회장 친위대 사천왕
미코토 부하의 4명의 친위대 일원. 도진 가라사대 '변태사천왕'.
- 닌자 핫토리(ニンジャ・服部)
- 캡틴 게이츠(キャプテン・ゲイツ)
- 킨푸쿠 만마루(金腹 満丸)
- 시모죠(下条)

### 그 외
- 레스 디스토피아(レストア・ディストピア)

## 용어
빠라시스탄스(Parasistence)
의식을 가진다는 독자적인 진화를 이룬 기생충. 기생충이면서 실존주의를 가진 존재.

## 단행본 목록

### 일본어판
- 기생여친 사나 2011년 7월 20일 발매 ISBN 978-4-09-451281-6
- 기생여친 사나2 2012년 2월 17일 발매 ISBN 978-4-09-451323-3
- 기생여친 사나3 2012년 8월 21일 발매 ISBN 978-4-09-451357-8
- 기생여친 사나4 2013년 1월 18일 발매 ISBN 978-4-09-451387-5
- 기생여친 사나5 2013년 6월 18일 발매 ISBN 978-4-09-451417-9

### 한국어판
- 기생여친 사나 2012년 10월 11일 발매 ISBN 978-8-92-633223-8
- 기생여친 사나2 2012년 12월 10일 발매 ISBN 978-8-92-633279-5
- 기생여친 사나3 2013년 6월 10일 발매 ISBN 978-8-92-633513-0
- 기생여친 사나4 2013년 12월 10일 발매 ISBN 978-8-92-633786-8
- 기생여친 사나5 2014년 6월 10일 발매 ISBN 978-8-92-634098-1

## 드라마 CD
드라마 CD 기생여친 사나 (HOBiRECORDS 2012년 2월 24일 발매) 2장 세트

## 만화
기생여친 사나 ~Parasistence SANA~
카도카와 서점 《월간 콤프 에이스》 2013년 2월호부터 2014년 1월호까지 연재되었다. 작화는 소우마토우가 담당하였다.